# ماكسويل أمبونساه
ماكسويل أمبونساه (بالإنجليزية: Maxwell Amponsah)‏ (مواليد 9 أكتوبر 1986) هو ملاكم غاني، مثّل بلاده في الألعاب الأولمبية الصيفية 2012.

## روابط خارجية
ماكسويل أمبونساه على موقع بوكس ريك (الإنجليزية) (registration required)
- ماكسويل أمبونساه على موقع أوليمبيديا (الإنجليزية)